# Katastralgemeinde Wieting
Die Katastralgemeinde Wieting ist eine von zwölf Katastralgemeinden der Gemeinde Klein Sankt Paul im Bezirk Sankt Veit an der Glan in Kärnten (Österreich). Sie hat eine Fläche von 387,30 ha.
Die Katastralgemeinde gehört zum Sprengel des Vermessungsamtes Klagenfurt.

## Lage
Die Katastralgemeinde liegt im Osten des Bezirks Sankt Veit an der Glan, im Nordwesten der Gemeinde Klein Sankt Paul, im Görtschitztal. Sie grenzt im Norden an die Katastralgemeinde Waitschach, im Osten an die Katastralgemeinden Kirchberg, Buch, Dullberg und Wietersdorf, im Süden an die Katastralgemeinden Ober St. Paul und Sittenberg und im Westen an die Katastralgemeinden Silberegg und Hollersberg. Die Katastralgemeinde erstreckt sich über eine Höhenlage von 631 m ü. A. an der Görtschitz bei Wietersdorf bis zu 910 m ü. A. am Zedlkogel.

## Ortschaften
Auf dem Gebiet der Katastralgemeinde Wieting liegen die Ortschaften Maria Hilf und Drattrum sowie Teile der Ortschaften Kitschdorf, Mösel, Oberwietingberg, Raffelsdorf, Sittenberg, Wietersdorf und Wieting.

## Vermessungsamt-Sprengel
Die Katastralgemeinde gehört seit 1. Jänner 1998 zum Sprengel des Vermessungsamtes Klagenfurt. Davor war sie Teil des Sprengels des Vermessungsamtes St. Veit an der Glan.

## Geschichte
Ende des 18. Jahrhunderts wurden die Kärntner Steuergemeinden (später: Katastralgemeinden) gebildet und Steuerbezirken zugeordnet. Die Steuergemeinde Wieting wurde Teil des Steuerbezirks Wieting.
Im Zuge der Reformen nach der Revolution 1848/49 wurden in Kärnten die Steuerbezirke aufgelöst und Ortsgemeinden gebildet, die jeweils das Gebiet einer oder mehrerer Steuergemeinden umfassten. Die Steuer- bzw. Katastralgemeinde Wieting wurde Teil der Gemeinde Wieting. Die Größe der Katastralgemeinde wurde 1849 mit 678 Österreichischen Joch und 1369 Klaftern (ca. 390 ha, also geringfügig mehr als die heutige Fläche) angegeben; damals lebten 193 Personen auf dem Gebiet der Katastralgemeinde. Im Zuge der Gemeindestrukturreform kam die Katastralgemeinde 1973 an die Gemeinde Klein Sankt Paul; gleichzeitig wurde jedoch im Bereich der Wallfahrtskirche Maria Hilf ob Guttaring ein Gebiet von etwa 3 ha Größe mit einigen Häusern, die nur von der Gemeinde Guttaring aus erreichbar sind, von der Katastralgemeinde abgetrennt und der Katastralgemeinde Hollersberg und somit der politischen Gemeinde Guttaring angeschlossen.
Die Katastralgemeinde Wieting gehörte ab 1850 zum politischen Bezirk Sankt Veit an der Glan und zum Gerichtsbezirk Eberstein. Von 1854 bis 1868 gehörte sie zum Gemischten Bezirk Eberstein. Seit der Reform 1868 ist sie wieder Teil des politischen Bezirks Sankt Veit an der Glan, zunächst als Teil des Gerichtsbezirks Eberstein, seit dessen Auflösung 1978 als Teil des Gerichtsbezirks St. Veit an der Glan.